# Чемпионат Европы по футболу среди молодёжных команд 2027
Чемпионат Европы по футболу 2027 среди игроков до 21 года (англ. 2027 UEFA European Under-21 Championship, алб. Kampionati Evropian 2027 UEFA U-21, серб. Европско првенство у фудбалу до 21 година 2027) — 26-й розыгрыш чемпионата Европы по футболу среди игроков до 21 года (и 29-й розыгрыш турнира с учётом чемпионатов Европы среди игроков до 23 лет), который пройдёт в июне 2027 года в Албании и Сербии. В турнире примут участие футболисты, родившиеся не ранее 1 января 2004 года.
По итогам чемпионата также определятся четыре участника футбольного турнира летних Олимпийских игр 2028 года от Европы.

## Выбор организатора

### Заявки
- Албания и  Сербия
9 мая 2024 года Албания и Сербия подтвердили своё намерение о совместном проведении чемпионата[2][3][4][5]. Албанцы изначально хотели принять турнир самостоятельно, однако отсутствие необходимого числа стадионов, удовлетворяющих требованиям к проведению, вынудили их найти страну-партнёра[2]. Президент Федерации футбола Албании Арманд Дука[алб.] заявил в интервью, что с этой целью Албания связалась сначала с футбольными федерациями Косово и Северной Македонии, однако инфраструктура этих стран также не соответствовала предъявляемым требованиям[6][7]. В итоге Албанская федерация в качестве соорганизатора турнира отдала предпочтение Сербии[8].
- Бельгия
Заявка была отозвана из-за возможных проблем с безопасностью.
- Турция
Заявка была отозвана из-за возможных проблем с безопасностью.

## Города и стадионы
Матчи пройдут на четырёх стадионах в четырёх городах Албании (Тиране, Шкодере, Эльбасане и Ррогожине), а также на четырёх стадионах в четырёх городах Сербии (Нови-Саде, Заечаре, Лесковаце и Лознице).
Изначально планировалось, что открытие турнира состоится в Тиране, а финал будет проведён в Белграде. Однако 4 февраля 2025 года УЕФА объявила о том, что финальный матч пройдёт в Тиране, а матч открытия примет сербский Нови-Сад.
| Тирана              | Тирана Шкодер Эльбасан РрогожинаСтадионы в Албании | Эльбасан            |
| ------------------- | -------------------------------------------------- | ------------------- |
| Арена Комбетаре     | Тирана Шкодер Эльбасан РрогожинаСтадионы в Албании | Эльбасан Арена      |
| Вместимость: 22 500 | Тирана Шкодер Эльбасан РрогожинаСтадионы в Албании | Вместимость: 12 800 |
|                     | Тирана Шкодер Эльбасан РрогожинаСтадионы в Албании |                     |
| Шкодер              | Тирана Шкодер Эльбасан РрогожинаСтадионы в Албании | Ррогожина           |
| Лоро Боричи         | Тирана Шкодер Эльбасан РрогожинаСтадионы в Албании | Эгнатия Арена       |
| Вместимость: 16 000 | Тирана Шкодер Эльбасан РрогожинаСтадионы в Албании | Вместимость: 4267   |
|                     | Тирана Шкодер Эльбасан РрогожинаСтадионы в Албании |                     |
|                     |                                                    |                     |
| Нови-Сад            | Нови-Сад Заечар Лесковац ЛозницаСтадионы в Сербии  | Лесковац            |
| Караджордже         | Нови-Сад Заечар Лесковац ЛозницаСтадионы в Сербии  | Дубочица            |
| Вместимость: 14 800 | Нови-Сад Заечар Лесковац ЛозницаСтадионы в Сербии  | Вместимость: 8136   |
|                     | Нови-Сад Заечар Лесковац ЛозницаСтадионы в Сербии  |                     |
| Заечар              | Нови-Сад Заечар Лесковац ЛозницаСтадионы в Сербии  | Лозница             |
| Кралевица           | Нови-Сад Заечар Лесковац ЛозницаСтадионы в Сербии  | Лагатор             |
| Вместимость: 8168   | Нови-Сад Заечар Лесковац ЛозницаСтадионы в Сербии  | Вместимость: 8030   |
|                     | Нови-Сад Заечар Лесковац ЛозницаСтадионы в Сербии  |                     |

## Участники

### Квалифицировались в финальный турнир
| Сборная | Способ квалификации | Дата квалификации | Участие | Подряд | В последний раз | Лучший результат                                                                   |
| ------- | ------------------- | ----------------- | ------- | ------ | --------------- | ---------------------------------------------------------------------------------- |
| Албания | Организаторы        | 4 февраля 2025    | 2       | 1      | 1984            | Четвертьфинал (1984)                                                               |
| Сербия  | Организаторы        | 4 февраля 2025    | 6 (12)  | 1      | 2019            | 2-е место (2007) Чемпион (1978 — Югославия) 2-е место (2004 — Сербия и Черногория) |

1. ↑  Сборная Сербии является преемником сборной Югославии и сборной Сербии и Черногории, которые принимали участие в 4 и 2 финальных турнирах соответственно.